# キウォニー駅
キウォニー駅（英語：Kewanee Station）は、イリノイ州キウォニー ウェスト3rdストリート210にある駅。全米各地を結ぶ旅客鉄道のアムトラックが乗り入れている。

## 概要
現在の駅舎は2012年4月13日に使用を開始した。このガラス張りの近代的な駅舎はピオリア・ベイスド・ファーンワース・グループがデザインし、48.5万ドルの費用をかけて建設された。

## 利用可能な鉄道路線／列車
アムトラックのキウォニー駅に発着する列車は下記の通り。
シカゴとクインシー間の昼行中距離列車イリノイ・ゼファー号…1日1往復発着
シカゴとクインシー間の昼行中距離列車カール・サンドバーグ号…1日1往復発着